# Gustave de Laboulie
Gustave Joseph Baltazar de Laboulie est un homme politique français né le 25 août 1800 à Aix-en-Provence (Bouches-du-Rhône) et mort le 4 mars 1867 à Baden-Baden (Allemagne).

## Biographie
Avocat en 1820, il entre dans la magistrature en 1822 comme substitut à Draguignan, puis à Marseille en 1825. Il est procureur à Draguignan en 1827 et avocat général à Riom en 1829. Il démissionne en août 1830 et s'inscrit au barreau d'Aix-en-Provence. Il est député des Bouches-du-Rhône de 1834 à 1837, siégeant avec les légitimistes. Il est de nouveau député de 1848 à 1851, siégeant à droite.

## Sources
- « Gustave de Laboulie », dans Adolphe Robert et Gaston Cougny, Dictionnaire des parlementaires français, Edgar Bourloton, 1889-1891 [détail de l’édition]